# Czapka étudiante
 (juillet 2012).
Si vous disposez d'ouvrages ou d'articles de référence ou si vous connaissez des sites web de qualité traitant du thème abordé ici, merci de compléter l'article en donnant les références utiles à sa vérifiabilité et en les liant à la section « Notes et références ».

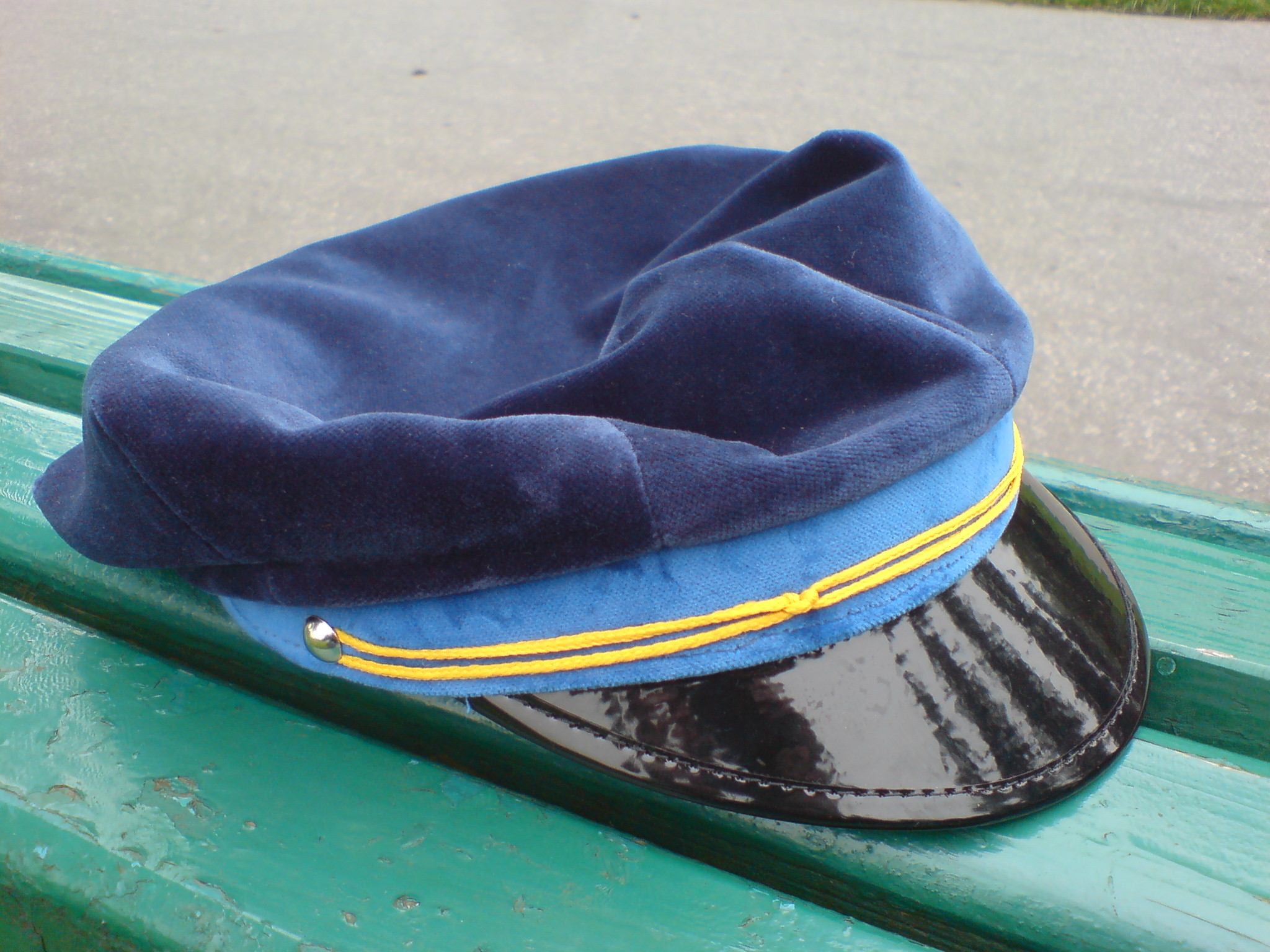
Coiffe des étudiants de l'université Jagellonne.

La czapka étudiante est le couvre-chef des étudiants polonais.

## Les couleurs de chapeaux dans les universités polonaises

### Université Jagellonne[1]
- Faculté de droit et d'administration - noir
- Faculté de médecine - marron
- Faculté de pharmacie - rouge foncé avec bord bleu foncé
- Faculté de sciences de la santé - rouge foncé avec une bordure noire
- Faculté des arts - gris argenté
- Faculté d'histoire - bleu
- Faculté de philologie - marine
- Faculté d'études polonaises - blanc avec bord bleu
- Faculté de physique, astronomie et informatique appliquée - violet
- Faculté de mathématiques et informatique - violet avec bord bleu foncé
- Faculté de chimie - jaune
- Faculté de biologie et sciences de la Terre - vert
- Faculté de gestion et de la communication sociale - marron
- Faculté d'études internationales et politiques - carmin
- Faculté de biochimie, biophysique et biotechnologie - écru

## Sources
- (pl) « Na bakier », article sur la czapka étudiante des étudiants de l'université de Varsovie, paru en 1985 dans la revue étudiante itd.